# Gare d'Ilkley
La gare d'Ilkley est une gare ferroviaire du Royaume-Uni, située dans la ville d'Ilkley, Yorkshire de l'Ouest en Angleterre. 
Les services à partir d'Ilkley sont opérés par Northern Rail.